# Río Lillas
El río Lillas es un afluente del río Sorbe por la derecha. Discurre enteramente por el hayedo de Tejera Negra, en el noroeste de la provincia de Guadalajara (España). Nace en la falda este del pico de la Buitrera a 1700 m s. n. m., tiene un recorrido oeste-este y se une al río de la Zarza para formar el río de la Hoz, que desemboca en el Sorbe. En sus orillas se extienden algunos pastos y brezos entre los pinares, hayedos y sauces que sirven de alimento para el ganado vacuno.

## Cartografía
- Hoja 432 a escala 1:50000 del Instituto Geográfico Nacional.